# فنسنت باري
فنسنت باري (بالإنجليزية: Vincent Barry)‏ هو عالم أيرلندي، ولد في 1908 في كورك في جمهورية أيرلندا، وتوفي في 1975.